# John Vernon (Leichtathlet)
John Vernon (John Ballantyne Vernon; * 3. September 1929; † 21. Juni 2019) war ein australischer Hochspringer.
Bei den British Empire Games 1950 in Auckland wurde er Siebter und bei den British Empire and Commonwealth Games 1954 in Vancouver Sechster.
1956 schied er bei den Olympischen Spielen in Melbourne in der Qualifikation aus.
1953 und 1954 wurde er Australischer Meister. Seine persönliche Bestleistung von 2,019 m stellte er am 8. März 1954 in Ballarat auf.